# Chapelle Saint-Mathieu de Guidel
La chapelle Saint-Mathieu est une chapelle du XVe siècle située au hameau de Saint-Mathieu, dans la commune de Guidel, dans le Morbihan.

## Historique
Le style de la chapelle relève du gothique flamboyant (fin du XVe siècle). Son plan affecte la forme d'une croix latine, avec un chevet plat.
L'inscription, datée de 1487 et surmontant la porte ouest du transept sud, fait l’objet d’une inscription au titre des monuments historiques depuis le 20 mars 1934. Elle stipule qu'en « LAN : MIL : IIIIcc IIIIxx CEPT [1487] § LE XX JOUR DE MAY [le 20 mai] : FUT COMANCE LE CHAPELLE PAR MAHE [forme bretonne de Mathieu, ce qui explique probablement le nom de la chapelle] AUDREN [le trésorier ou le dédicataire, les commanditaires étant les Chefdubois, titulaires des seigneuries de Trovern et Kerdudo en Guidel, et les Rosmadec, titulaires de la seigneurie de Penhoat en Ploemeur, dont les armes, sont sculptées sur les consoles de part et d'autre de la maîtresse-vitre]. »

## Architecture

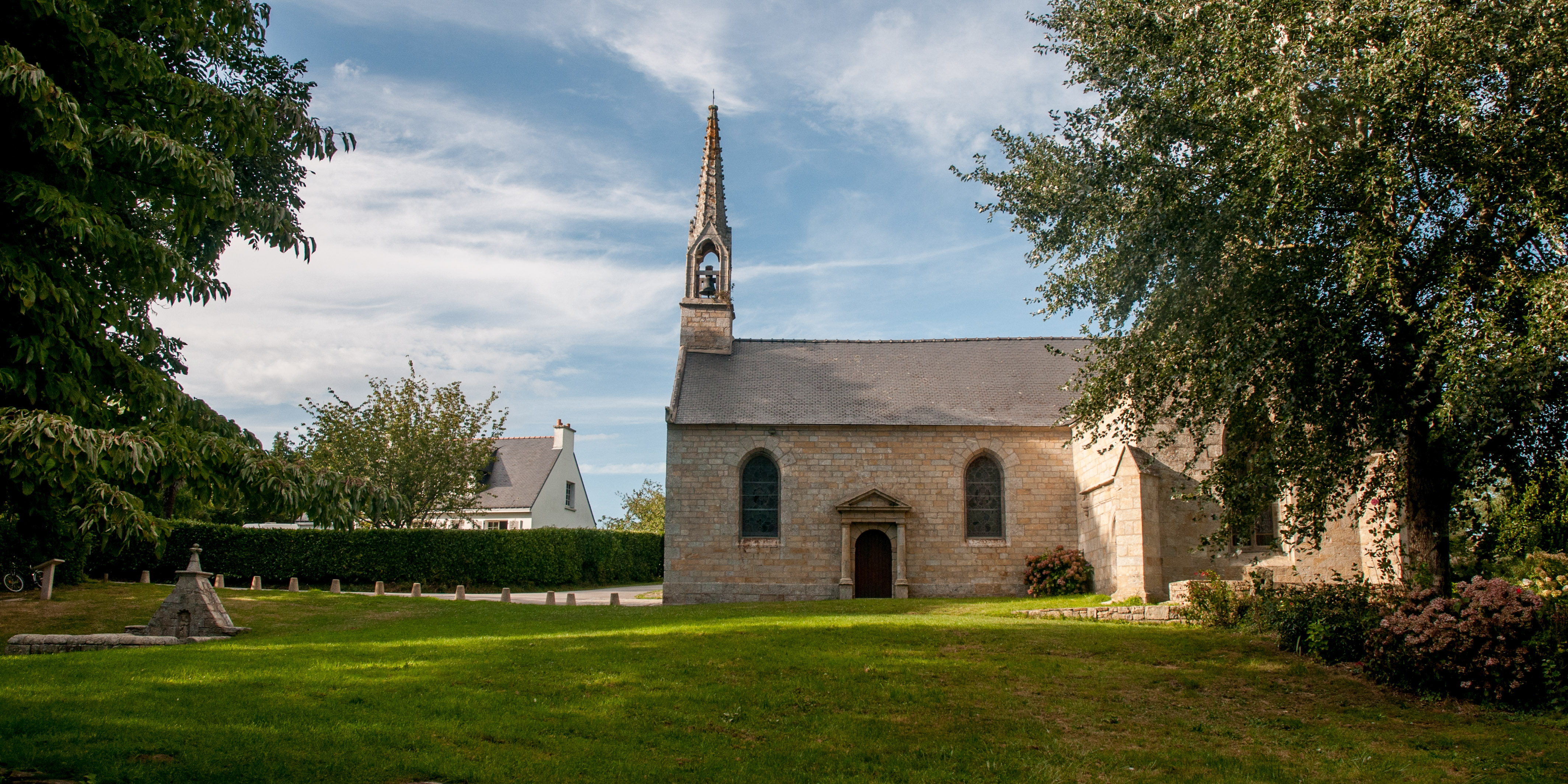
Vue de la face sud de la chapelle.

La chapelle subit ensuite plusieurs aménagements :
- la nef aurait été remontée au début du XVIIe siècle avec des remplois du portail d'origine. La porte sur le mur sud de la nef, d'inspiration Renaissance, est également une création du XVIIe siècle[5];
- une petite sacristie est construite en 1668 (Inscription dans la partie basse extérieure de la sacristie : "L : LE POGHAM F[ecit ?] 1668". )[6]. Avant cette date, une cloche en pierre se trouvait à la séparation de la nef et du transept ;
- le mur sud de la nef est percé de deux fenêtres en 1849. Cette même année, a lieu l'édification du clocher actuel (doté d'une nouvelle flèche en 1946, une violente tempête l'ayant "décapité"). À l'origine, le clocher se situait à la croisée du transept. D'ailleurs, on peut toujours voir, à l'intérieur, les quatre fortes colonnes, délimitant un carré, qui supportaient le poids de la construction aujourd'hui disparue[7];
- la voûte en brique à nervures remplace un lambris en 1888 et les murs reçoivent un enduit. Ce travail est réalisé par M. Bernard-Ratton, formé sous la direction de l'abbé Brisacien, architecte-curé au diocèse de Tours.

Le portail ouest, en arc brisé, est orné d'une accolade à crossettes et fleuron et flanqué de deux pilastres à pinacles. La statue qui le surmonte et qui représente Saint-Mathieu est une œuvre de l'artiste contemporain André Jouannic, sculpteur à Pluneret. Elle a été installée le 28 avril 1991, le même jour que la statue de la Vierge à la colombe, enchâssée dans la niche du pignon de la fontaine et qui, elle aussi, est née sous les ciseaux de M. Jouannic.
La chapelle est entourée d'un placître.
Les statues-acrotères représentent : un lion tenant un blason ; un porc ; un chien, une main tenant un sarment de vigne et faisant face à un serpent noué ; un deuxième chien et une tête humaine surmontée d'une croix ; deux autres chiens (?) ; deux personnages profanes assis 
La fontaine, située en contrebas de la chapelle, date du XVIIe siècle. En effet, d'après le livre de la paroisse, c'est "très probablement à René Denys [recteur de Guidel de 1649 à 1685] qu'est due la construction des fontaines de Locmaria, de SAINT-MATHIEU, de Saint-Michel (...), qui sont ornées de la coquille au cintre, et appartiennent conséquemment à la seconde moitié du XVIIe siècle. La fontaine de SAINT-MATHIEU avait d'ailleurs sa date, maintenant presque effacée ; on lit encore au fronton : 1660". La croix de granit, qui se dresse entre la fontaine et le bassin, provient d'un taillis situé près de la batterie allemande de Kerhars (à 2 km au nord-est de Saint-Mathieu), où elle avait été jetée (pendant la guerre ? Lors du remembrement de 1958 ?).

## Mobilier
À la croisée nord du transept, trône une sainte Anne trinitaire du XVe siècle, en pierre (calcaire) polychrome. Cette œuvre est classée depuis 1958.
Le Christ en croix placé contre le mur nord de la nef date du XVIIIe siècle et est inscrit à l'Inventaire des Monuments historiques en 1986.
Les vitraux datent du XIXe siècle et sont signés : "J. Fournier Tours 1888 [et 1889]". Ils ont été inscrits à l’Inventaire en 1928. La maîtresse-vitre représente Saint-Mathieu qui, inspiré par deux anges, écrit son Evangile sur un long rouleau. Les autres vitraux montrent différents saints : dans le croisillon sud du transept : Saint-Eloi en évêque, chez un forgeron ; dans le croisillon nord : Saint-Cornély en pape, au milieu d'un troupeau de bœufs, sous le regard de soldats romains ; enfin, en médaillons dans la nef : Sainte-Barbe et Saint-Cado, entourés d'un décor de figures géométriques et de motifs végétaux stylisés.
Le maître-autel a été construit au XVIIIe siècle, de même que les deux autels secondaires des transepts nord et sud et le groupe sculpté représentant Saint-Mathieu écrivant dans un livre ouvert soutenu de la main droite par un ange qui tend le bras gauche vers le ciel pour désigner l'inspiration divine.
Une niche a été creusée dans le mur intérieur est du transept sud. En face, se dressent deux bénitiers. Pourquoi deux bénitiers côte à côte ? À propos de celui de droite, de forme rectangulaire et de facture relativement simple, M.-F. Bonniec écrit : "Un archéologue a émis deux hypothèses à son sujet : il pourrait s'agir d'un praebendarium, ce mot venant de la prébende, revenu attaché à un titre ecclésiastique. Dans certains cas, cette redevance était payable en grains et ces contenants servaient alors de jauges. On versait le grain dans un linge jusqu'au ras du support, ce qui facilitait les opérations. Seconde hypothèse : ce bénitier supplémentaire pouvait être réservé aux personnes atteintes de maladies contagieuses."
La sacristie renferme un buffet qui date de la seconde moitié du XVIIe siècle.

## Musique
Chaque année, en été, la chapelle accueille un concert du festival "7 chapelles en arts".

## Pardon
Le pardon, qui a lieu le troisième dimanche de septembre, a été remis en usage, il y a quelques années, par l'association des "Amis de la Chapelle Saint-Mathieu". Cette association, créée en 1985, entretient le bâtiment et ses abords et organise les festivités liées à la chapelle.
À propos du Pardon et de la vie quotidienne à Saint-Mathieu, au début du XXe siècle, M. Étienne Guyomar, né en 1904 à Saint-Mathieu où il passa toute son enfance, témoigne, en 1977 :

« Le village de Saint-Mathieu en Guidel, berceau de ma famille, à demi caché par de hauts talus qui le cernent, se situe à flanc de coteau sur la route qui conduit du bourg au Fort Bloqué, à cinq kilomètres environ de Guidel et à deux de la côte.
C'était, au début du siècle, l'un des plus importants hameaux de la commune, avec ses treize fermes reliées entre elles par d'étroits chemins creux et qui totalisaient une population d'une soixantaine de personnes. Il y avait encore deux couturières qui travaillaient à domicile pour le quartier, et l'école primaire, construite et entretenue par la famille de Polignac, avec deux institutrices pour une classe d'environ soixante garçons et filles. (…)
Le quartier de Saint-Mathieu comptait deux pardons : le petit pardon, dit de Saint-Cornély, patron des bœufs et des chevaux, qui se tenait au printemps ; le grand pardon du mois de septembre, celui de Saint-Matthieu était beaucoup plus fréquenté.
De père en fils, les Guyomar de Saint-Mathieu ont été les trésoriers de la chapelle, jusqu'au départ de mes parents en 1917 pour la petite ferme de Kermanic. La charge de trésorier consistait à entretenir la propreté de la chapelle et de sa fontaine, à signaler par un tintement de cloche le décès de quelqu'un du quartier, à recevoir le vicaire après sa messe chaque dimanche et à collecter chaque année le denier du culte.
Mais, pour nous, la grande affaire restait la préparation du grand pardon qui mettait tout le monde en état d'alerte, ma mère surtout, femme simple, méticuleuse, mais craintive, qui avait toujours du mal à se faire à ces grandes réceptions. Heureusement que mes tantes du Stanco ne manquaient jamais de venir à son aide. Elles se chargeaient du nettoyage des vitraux, du balayage de la chapelle et de l’encaustiquage du bois d'autel.
Pour ma mère, c'était la revue de la vaisselle, la confection obligatoire de crêpes, la tenue de la maison, l'achat de marchandises pour un repas qui comptait bien, avec la famille, le clergé, les choristes, le sacristain du bourg et quelques invités supplémentaires, une quarantaine de personnes. Par bonheur, la cuisinière du presbytère, en prêtant son concours, venait apporter un peu de sérénité dans l'énervement général.
Quant aux gamins que nous étions alors, témoins ébahis de ces insolites préparatifs, notre flair plus que notre raison nous faisait pressentir que notre place n'était pas d'encombrer la cuisine cette matinée-là, et qu'il était prudent de s'éloigner au plus vite du théâtre des opérations.
Du reste, à cette heure, notre curiosité se portait déjà au lieu du pardon d'où s'élevaient comme une rumeur des bruits de pétards, de sonneries d'accordéon et tout cet accompagnement propre à ces pardons de Basse-Bretagne, en tous points semblables à ceux chantés par Brizeux dans Marie :
Enfin on distinguait après plus d'une lieue
Les murs de la chapelle et sa toiture bleue
Et même avec l'odeur qui sort du cidre doux
Tous les bruits du pardon arrivaient jusqu'à nous. 
À Saint-Mathieu, sur le terrain menant à la chapelle, les cabaretiers venus du bourg avaient leur place réservée à l'ombre de grands ormeaux. Puis venaient à la suite les étalages de charcuterie, les vendeurs de médailles, de mirlitons et de berlingots. Enfin, auprès de la fontaine, une demi-douzaine de mendiants infirmes, habitués des pardons, tendaient leur écuelle.
Et, à l'heure de l'office, tout un peuple descendu des villages alentour, en habits de fête, agenouillé sur la pierre : solides paysans de la côte, au parler rocailleux, batailleurs et gros buveurs de cidre, mais à la foi naïve et au cœur franc, chantant à pleine tête les cantiques bretons ; mon père, homme respectable et respecté de tous, se frayait à grand-peine un passage pour la quête, les sous sonnant fort dans le gros plat de cuivre.
Des jeux étaient organisés l'après-midi : levers de perches et de sacs, jeux de boules, luttes bretonnes féroces où les jeunes athlètes du quartier et des communes voisines, conscients de l'enjeu et de leur réputation, excités par leurs amis, récoltaient l'honneur et les lauriers de la victoire, mais aussi, très souvent, des raclées magistrales dont ils mettaient des semaines à se remettre.
Ceci se terminait par la visite finale aux parents ou amis du village qui ne retrouvait son calme que bien tard, la nuit tombée.
Telle était l'ambiance au grand pardon de Saint-Mathieu, riche village de Guidel, fouetté des vents, très fier de ses riches prairies et de ses vergers opulents, parfumés de l'odeur des fruits mûrs, en septembre finissant. […] »